# Velayos
Velayos è un comune spagnolo di 256 abitanti situato nella comunità autonoma di Castiglia e León.